# Valentino Babini
Valentino Babini (5 de desembre de 1889 - 29 de desembre de 1952) va ser un general italià durant la Segona Guerra Mundial. Va ser un dels principals pioners d'Itàlia en la guerra de tancs i entre els comandants de tancs més importants del Reial Exèrcit Italià durant el període d'entreguerres i les primeres etapes de la Segona Guerra Mundial; el 1940 va encunyar el lema de les tropes de tancs d'Itàlia, Ferrea mole, ferreo cuore ("Cascs de ferro, cors de ferro").

## Biografia
Va néixer a Novi di Modena el 5 de desembre de 1882 i es va allistar al Reial Exèrcit Italià el 3 de novembre de 1907, ingressant a la Reial Acadèmia Militar d'Infanteria i Cavalleria de Mòdena. Es va graduar el 1909 amb el grau de segon tinent d'infanteria, destinat al 70è Regiment d'Infanteria. El 1911 va ser traslladat al 84è Regiment d'Infanteria "Venezia", i amb aquesta unitat va participar en les fases inicials de la guerra italo-turca, distingint-se l'octubre de 1911 durant la consolidació del cap de pont de Trípoli, i posteriorment a Bu Meliana, Zanzur i Sciara Zauri. L'any 1912 fou ascendit a tinent, i el març de 1913 li fou concedida la Medalla de Bronze al Valor Militar. Després de tornar a Itàlia va participar en un curs per a pilots d'aeronaus, però amb l'entrada del Regne d'Itàlia a la Primera Guerra Mundial, el 24 de maig de 1915, va tornar a la infanteria com a comandant d'una companyia.
El 8 d'agost del mateix any va ser ascendit a capità, i el 29 d'octubre es va distingir en els combats al Col di Lana (on va dirigir un assalt que va resultar en la captura d'una posició austrohongaresa i va resultar ferit en acció), aconseguint una Medalla de Plata al Valor Militar. Durant 1917 va ser ascendit a major, i el 3 de novembre del mateix any, durant la retirada que va seguir la batalla de Caporetto, es va distingir en la defensa del pont de Pinzano, al Tagliamento, aturant prou l'avanç austrohongarès. per evitar l'encerclament d'una brigada d'infanteria en retirada i guanyar una segona medalla de plata al valor militar.
El 5 de desembre de 1921 va tornar a Cirenaica per participar en la pacificació de la colònia, tornant a Itàlia l'octubre de 1925. El 12 de desembre del mateix any va ser destinat a la Unitat de Tancs (Reparto Carri Armati) on va passar els dotze anys següents, continuant la seva carrera militar amb ascensos a tinent coronel (1926) i coronel (31 de desembre de 1936); el 1937 va ser nomenat comandant del 3r Regiment d'Infanteria de Tancs.
El 25 d'abril de 1937 es va oferir voluntari a la Guerra Civil Espanyola com a comandant del Grup de Tancs i Unitats Especialitzades, distingint-se durant la batalla d'Aragó el març de 1938. El 2 d'octubre de 1938 se li va concedir una tercera Medalla de Plata al Valor Militar, assumint llavors el comandament. de la Divisió Fleccia Neri, i el 16 de febrer de 1939 fou ascendit al grau de general de brigada per mèrits bèl·lics. Va tornar a Itàlia el juny d'aquell any, i al setembre va marxar a Líbia, on va ser nomenat comandant adjunt de la 61a Divisió d'Infanteria Sirte.
El 29 d'agost de 1940 va assumir el comandament de totes les forces blindades italianes a Líbia (Comando carri della Libia, Comandament de tancs de Líbia), format per set batallons de tancs lleugers L3/35 i dos batallons de tancs mitjans M11/39. Les unitats sota el seu comandament van donar suport a l'avanç del 10è Exèrcit del Mariscal d'Itàlia Rodolfo Graziani cap a Sidi Barrani, i immediatament després del final de l'ofensiva es van agrupar en una brigada especial blindada que va prendre el nom del seu comandant. El desembre de 1940, el general Wavell va llançar la contraofensiva britànica coneguda com a Operació Compass, derrotant al Desè Exèrcit; el grup Babini va cobrir la retirada de l'Exèrcit, enfrontant-se a les forces de tancs britànics a la batalla de Mechili, però després d'un intent infructuós de trencar les forces britàniques que bloquejaven la Via Balbia, va ser destruïda a la batalla de Beda Fomm el 7 de febrer de 1941, on Babini va ser fet presoner juntament amb les restes de la seva brigada i del Desè Exèrcit
Va romandre en captivitat fins després del final de la guerra, tornant a Itàlia el 1946; en tornar va ser ascendit al grau de general de divisió, amb antiguitat a partir de l'1 de juliol de 1942, i després a tinent general el 1947. El mateix any va ser un dels fundadors de l'Associació Nacional de Veterans de Tancs, però el 7 de juliol de 1947 va ser acomiadat forçosament de l'Exèrcit per haver participat a la Guerra Civil Espanyola a les files de les forces feixistes. Tanmateix, va ser readmès en servei el 14 d'octubre de 1949, per decisió del ministre de Defensa Randolfo Pacciardi (que havia lluitat al bàndol republicà durant la Guerra Civil Espanyola), assumint el comandament de la Divisió d'Infanteria "Aosta", i el 1950 el càrrec d'inspector general d'infanteria. El març de 1952 va ser vicepresident de la Secció de l'Exèrcit del Consell Superior de les Forces Armades, però el 29 de desembre del mateix any va morir en un accident de cotxe.

## Dates de promoció
Sottotenente – 1909
 Tenente – 1912
 Capitano – 1915
 Maggiore – 1917
 Tenente colonnello – 1926
 Colonnello – 1936
 Generale di brigata – 1939
 Generale di divisione – 1946 (antiguitat de 1942)
 Generale di corpo di armata – 1947

## Condecoracions
Cavaller de l'orde militar d'Itàlia - 24 de novembre de 1947
 Medalla de Plata al Valor Militar - 29 d'octubre de 1915
 Medalla de Plata al Valor Militar - 3 de novembre de 1917
 Medalla de Plata al Valor Militar -18 d'abril de 1938
 Medalla de Bronze al Valor Militar - 8 de juny de 1912
 Comanador de l'orde de la Corona d'Itàlia - 7 de gener de 1938
 Medalla commemorativa de la guerra 1915-1918
 Medalla en record de la Unitat d'Itàlia
 Medalla de la Victòria de 1918